# 浙江省立水产学校
浙江省立水产学校，又称浙江省立甲种水产学校、浙江省立高级水产职业学校，是指1916年至1949年期间，中华民国浙江省的一所省立水产学校。

## 沿革
1915年，浙江省公署委派赵楣为筹备委员，在浙江筹备水产学校。1916年3月28日，浙江省立甲种水产学校在浙江省临海县葭芷镇椒江书院成立，赵楣为校长，设置渔捞、制造两科，三年制。1924年，张苑林继任校长。1925年，陈谋琅继任。1927年，陈谋琅向浙江省政府提议，将学校迁往浙江定海城关大校场，与浙江省立水产品制造厂合并，1927年9月，张柱尊接任校长并兼任水产制造厂厂长。同年11月，更名为浙江省立水产学校。1928年改五年制，招收高小毕业生。1929年，因外海实习需要，学校与上海大中华造船厂订立合同，建造民生一号、二号手操网渔轮。
1930年，又改为三年制，招收初中毕业生。1931年，金照接任校长。1932年10月，更名浙江省立高级水产职业学校，分渔捞、制造、职工、养殖四科。1934年7月，金照辞去校长职务，建设厅暂令巫忠远代理校长一职。学校因此发生学潮而停办。1947年10月复学，名为浙江省立水产职业学校设渔捞、制造两科，高级、初级各两班，隶属于浙江省建设厅，学制为三年。1949年5月停办。